# Saudade, saudade
Saudade, saudade è un singolo della cantante portoghese Maro, pubblicato il 7 marzo 2022 su etichetta discografica Venice Music.

## Descrizione
Il 21 gennaio 2022 è stato confermato che l'emittente radiotelevisiva RTP ha selezionato Maro fra i venti partecipanti alla 56ª edizione del Festival da Canção, rassegna musicale utilizzata come selezione del rappresentante portoghese all'Eurovision Song Contest. Saudade, saudade, il suo inedito, è stato pubblicato in digitale insieme agli altri brani in gara lo stesso giorno; una versione registrata dal vivo in studio è uscita come singolo il successivo 7 marzo. Dopo aver superato la semifinale, Maro si è esibita nella finale del 12 marzo 2022, dove è risultata la più votata da giuria e pubblico, venendo incoronata vincitrice e diventando di diritto la rappresentante portoghese a Torino.
Nel maggio successivo, dopo essersi qualificata dalla prima semifinale, Maro si è esibita nella finale eurovisiva, dove si è piazzata al 9º posto su 25 partecipanti con 207 punti totalizzati.

## Tracce
Testi e musiche di Mariana Secca e John Blanda.
1. Saudade, saudade (live in studio) – 3:10

## Classifiche
| Classifica (2022) | Posizione massima |
| ----------------- | ----------------- |
| Grecia            | 82                |
| Irlanda           | 93                |
| Islanda           | 13                |
| Lituania          | 3                 |
| Portogallo        | 3                 |
| Svezia            | 68                |
| Svizzera          | 79                |